# Yasuhiro Watanabe
Yasuhiro Watanabe (japanisch 渡辺 泰広 Watanabe Yasuhiro; * 4. Oktober 1992 in der Präfektur Niigata) ist ein ehemaliger japanischer Fußballspieler.

## Karriere
Watanabe erlernte das Fußballspielen in der Jugendmannschaft von Albirex Niigata. Seinen ersten Vertrag unterschrieb er 2011 bei Albirex Niigata. Der Verein spielte in der höchsten Liga des Landes, der J1 League. 2015 wurde er an den Zweitligisten Tokushima Vortis ausgeliehen. 2017 wurde er an den Japan Soccer College ausgeliehen. 2018 kehrte er zum Zweitligisten Albirex Niigata zurück. Im August 2018 wurde er an den Vonds Ichihara ausgeliehen. 2019 wechselte er zum Drittligisten Blaublitz Akita. Mit Blaublitz feierte er 2020 die Meisterschaft der dritten Liga und den Aufstieg in die zweite Liga. Im Januar 2021 nahm ihn der Viertligist Verspah Ōita unter Vertrag. Nach 28 Ligaspielen beendete er nach der Saison 2022 seine Karriere als Fußballspieler.

## Erfolge
Blaublitz Akita
- Japanischer Drittligameister: 2020  ▲